# Opolski Festiwal Skoków 2009
4. Opolski Festiwal Skoków – mityng lekkoatletyczny, który odbył się 12 września 2009 w Opolu.
Honorowy patronat nad imprezą objęli :
- Minister sportu Mirosław Drzewiecki
- Marszałek Województwa Opolskiego Józef Sebesta
- Prezydent Miasta Opola Ryszard Zembaczyński

Zawody uświetniły uroczystość otwarcia stadionu im. Opolskich Olimpijczyków.

## Rezultaty

### Skok wzwyż kobiet
| Miejsce | Zawodniczka        | Kraj   | Wynik |
| ------- | ------------------ | ------ | ----- |
| 1.      | Kamila Stepaniuk   | Polska | 1,88  |
| 2.      | Urszula Domel      | Polska | 1,84  |
| 3.      | Oldriška Marešová  | Czechy | 1,84  |
| 4.      | Magdalena Ogrodnik | Polska | 1,80  |
| 5.      | Karolina Gronau    | Polska | 1,80  |
| 6.      | Karolina Błażej    | Polska | 1,75  |
| 6.      | Justyna Kasprzycka | Polska | 1,75  |
| 6.      | Charlotte Brauch   | Niemcy | 1,75  |
| 6.      | Magdalena Drop     | Polska | 1,75  |
| 10.     | Martyna Nowak      | Polska | 1,75  |

### Skok wzwyż mężczyzn
| Miejsce | Zawodniczka      | Kraj     | Wynik |
| ------- | ---------------- | -------- | ----- |
| 1.      | Robert Wolski    | Polska   | 2,20  |
| 2.      | Grzegorz Sposób  | Polska   | 2,16  |
| 3.      | Konrad Owczarek  | Polska   | 2,12  |
| 4.      | Wojciech Theiner | Polska   | 2,12  |
| 5.      | Peter Horák      | Słowacja | 2,12  |
| 6.      | Bartosz Krocz    | Polska   | 2,12  |
| 7.      | Łukasz Zawiła    | Polska   | 2,08  |
| 8.      | Svatoslav Ton    | Czechy   | 2,04  |
| 9.      | Richar Levillain | Francja  | 2,00  |
| 10.     | Lucke Thorsten   | Niemcy   | 2,00  |

### Rzut dyskiem mężczyzn
| Miejsce | Zawodniczka           | Kraj   | Wynik |
| ------- | --------------------- | ------ | ----- |
| 1.      | Jan Marcell           | Czechy | 64,83 |
| 2.      | Olgierd Stański       | Polska | 59,42 |
| 3.      | Konrad Szuster        | Polska | 57,98 |
| 4.      | Przemysław Czajkowski | Polska | 56,45 |
| 5.      | Robert Urbanek        | Polska | 54,39 |
| 6.      | Michał Pietraszko     | Polska | 51,12 |